# Bullimus gamay
Bullimus gamay es una especie de roedor de la familia Muridae.

## Distribución geográfica
Es endémica de montanos de Camiguín (Filipinas).